# František Vavřínek (právník)
František Vavřínek (4. října 1877 Jičín – 14. května 1944 Praha) byl český právník, státovědec a profesor ústavního práva na právnické fakultě Univerzity Karlovy v Praze.

## Život
Narodil se do rodiny advokáta. Po absolvování gymnázia v Jičíně se zapsal na českou právnickou fakultu v Praze, kde byl roku 1901 promován doktorem práv. Pak jako kandidát advokacie získal více než roční praxi u pražského zemského soudu a následně odešel na studijní pobyt do Heidelbergu, Freiburgu a Lipska. Zde se pod vlivem učení Jellineka a Mayera rozhodl věnovat státnímu (správnímu a ústavnímu) právu. Po návratu do Prahy se roku 1905 na české právnické fakultě habilitoval v oboru všeobecného a rakouského státního práva. Poté opět absolvoval studijní cestu po Velké Británii (Oxford a Cambridge) a Švédsku, aby byl v Praze roku 1909 jmenován mimořádným a v roce 1915 řádným profesorem. Kromě toho dvakrát, 1918–1919 a 1935–1936, zastával úřad děkana právnické fakulty a byl členem České akademie věd a umění.

## Dílo
Hojně publikoval, často např. ve Sborníku věd státních a právních, jehož byl spoluredaktorem. Ve svém díle se mj. zabýval rozlišováním mezi soukromým a veřejným právem, přičemž tento dualismus podporoval jako tradiční součást kontinentální právní kultury a dostával se tak do opozice vůči brněnské právní škole, která jej popírala.
Vybrané monografie
- O státoprávní povaze království a zemí na říšské radě zastoupených (1905)
- Rakouské zřízení státní (1914)
- Všeobecné a rakouské právo státní (1915)
- Základy práva ústavního (I. 1920, II. 1921)
- Stručný přehled zřízení správního (1928)
- Parlament a politické strany (1930)